# Grabhügelnekropole Schöfflisdorf
Koordinaten: 47° 30′ 35,7″ N, 8° 25′ 2,6″ O; CH1903: 673731 / 262590
Die Grabhügelnekropole Schöfflisdorf ist ein Jungsteinzeitliches Grabfeld auf der Egg in der Gemeinde Schöfflisdorf im Bezirk Dielsdorf im Kanton Zürich. 

## Funde
Im Gräberfeld wurden in den Jahren 1846 bis 1910 Ausgrabungen an 31 Grabhügeln gemacht – nach anderen Angaben waren es nur deren 23. In den Hügelgräbern wurden Spuren von Brandbestattungen gefunden. In den reichen Grabbeigaben fanden sich Steinbeile, Silexgeräte und Spinnwirtel. Über dem Brandplatz wurde jeweils ein flacher Grabhügel errichtet. Anhand der gefundenen Tongefässen wird die Nekropole der Schnurkeramischen Kultur zugeordnet. Sie dürfte ungefähr 2400 v. Chr. entstanden sein.   

## Erhaltungszustand und Denkmalschutz
Die Grabhügelnekropole ist weitgehend erhalten. Sie befindet sich im Eggwald. Die flachen Grabhügel sind im Wald kaum noch zu erkennen. Die Nekropole ist durch die archäologische Zone (Nr. 1, ZAG ObvID 3278) geschützt und ist im Schweizerischen Inventar der Kulturgüter mit der KGS-Nr. 12666 als Objekt von nationaler Bedeutung aufgenommen. Die Fundgegenstände befinden sich in der Sammlung des Schweizerischen Nationalmuseums. 